# Route 44 (Manitoba)
La Route 44 (PTH 44) est une route provinciale du Manitoba. Elle relie la route 9 près de Lockport, au nord de Winnipeg à la route 1 près de la frontière de l'Ontario. Sur son trajet, elle passe par Beauséjour.

## Description du tracé
La route 44 débute à une intersection avec la route 9 à Lockport. Elle se dirige d'abord vers le sud-est et traverse la rivière Rouge. Elle se dirige vers l'est et contourne et Tyndall. Près de Tyndall, elle débute un multiplex avec la route 12 jusqu'au nord de Beauséjour. Là, elle bifurque vers le sud puis vers l'est. Elle atteint Siegs Corner où elle débute un multiplex vers le sud-est avec la route 11. La route longe la rivière Whitemouth jusqu'au sud-est de Whitemouth. À partir de là, elle traverse une région boisée vers le sud-est.
Elle traverse la communauté de Rennie avant d'entrer dans le Parc provincial du Whiteshell, où elle se rétrécit et devient plus sinueuse. Dans le parc, elle rejoint la La Vérendrye Trail en traversant des sections isolées du parc. Elle passe à l'ouest de West Hawk Lake et prend fin à un échangeur avec la route 1 (route transcanadienne),.

## Intersections majeures
| Division                | Ville          | km        | Destinations                                             | Notes                                                 |
| ----------------------- | -------------- | --------- | -------------------------------------------------------- | ----------------------------------------------------- |
| No. 13                  | Lockport       | 0,00      | PTH-9 – Gimli, Selkirk, Winnipeg                         |                                                       |
| No. 13                  | Lockport       | 0,90      | PR 238 sud (River Road)                                  | Terminus nord de la PR 238                            |
| No. 13                  | Lockport       | 1,10–1,60 | Traverse la rivière Rouge                                | Traverse la rivière Rouge                             |
| No. 13                  | Lockport       | 1,80      | PR 204 sud (Henderson Highway) – Winnipeg                | Terminus ouest du multiplex avec la PR 204            |
| No. 13                  |                | 2,10–2,40 | Traverse le canal de dérivation de la rivière Rouge      | Traverse le canal de dérivation de la rivière Rouge   |
| No. 13                  |                | 2,40      | PR 204 nord (Henderson Highway) – Selkirk                | Terminus est du multiplex avec la PR 204; échangeur   |
| No. 13                  | Kirkness       | 6,40      | PTH-59 – Grand Beach, Victoria Beach, Winnipeg           | Échangeur                                             |
| No. 13                  |                | 8,60      | PR 206 sud – Dugald, Landmark, Oakbank                   | Terminus nord de la PR 206                            |
| No. 13                  | Highland Glen  | 13,50     | PR 212 – Cooks Creek, East Selkirk                       |                                                       |
| No. 12                  |                | 23,40     | PTH-12 sud – Steinbach, Sainte-Anne                      | Terminus ouest du multiplex avec la PTH-12            |
| No. 12                  | Beauséjour     | 33,20     | PTH-12 nord – Grand Beach                                | Terminus est du multiplex avec la PTH-12              |
| No. 12                  | Beauséjour     | 34,90     | PR 215 ouest (Park Avenue) PR 302 – Richer, La Broquerie | Terminus est de la PR 215; terminus nord de la PR 302 |
| No. 12                  |                | 36,10     | Traverse la rivière Brokenhead                           | Traverse la rivière Brokenhead                        |
| No. 1                   | Seddons Corner | 49,60     | PR 214 nord (Milner Ridge Road)                          | Terminus sud de la PR 214                             |
| No. 1                   |                | 65,20     | PTH-11 nord – Lac-du-Bonnet, Powerview-Pine Falls        | Terminus ouest du multiplex avec la PTH-11            |
| No. 1                   |                | 75,00     | PR 408 nord – River Hills                                | Terminus sud de la PR 408                             |
| No. 1                   |                | 81,70     | PR 406 sud – Elma                                        | Terminus nord de la PR 406                            |
| No. 1                   |                | 85,20     | PTH-11 sud – Hadashville, Elma                           | Terminus est du multiplex avec la PTH-11              |
| No. 1                   |                | 115,00    | Entrée ouest du Parc provincial du Whiteshell            | Entrée ouest du Parc provincial du Whiteshell         |
| No. 1                   |                | 115,90    | PR 307 ouest – Brereton Lake, White Lake                 | Terminus est de la PR 307                             |
| No. 1                   |                | 141,30    | PR 312 est – Ingolf                                      | Terminus ouest de la PR 312                           |
| No. 1                   |                | 146,40    | PR 301 ouest – Flacon Lake                               | Terminus est de la PR 301                             |
| No. 1                   |                | 148,70    | PTH-1 – Kenora, Winnipeg                                 | Échangeur                                             |
| - Terminus de multiplex |                |           |                                                          |                                                       |